# Pequeño Satán

Bandera de Israel, un país de Oriente Próximo, que a menudo ha sido llamado: "El pequeño Satán".

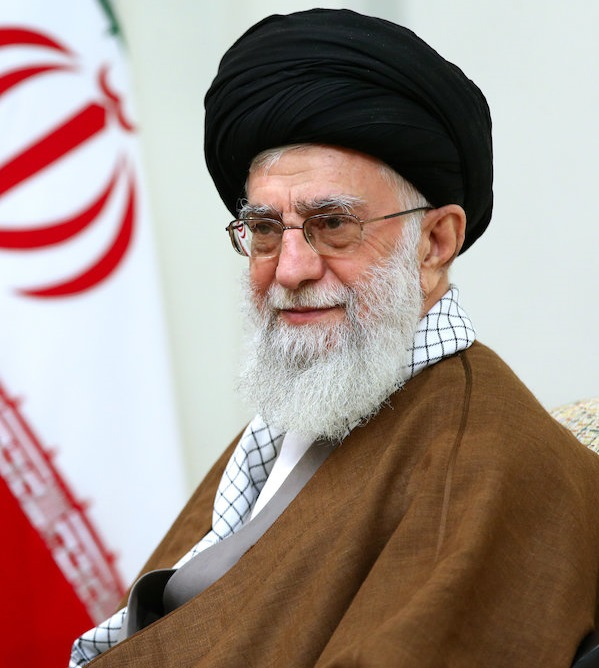
Ayatolá Ali Jamenei, el Líder supremo de Irán.

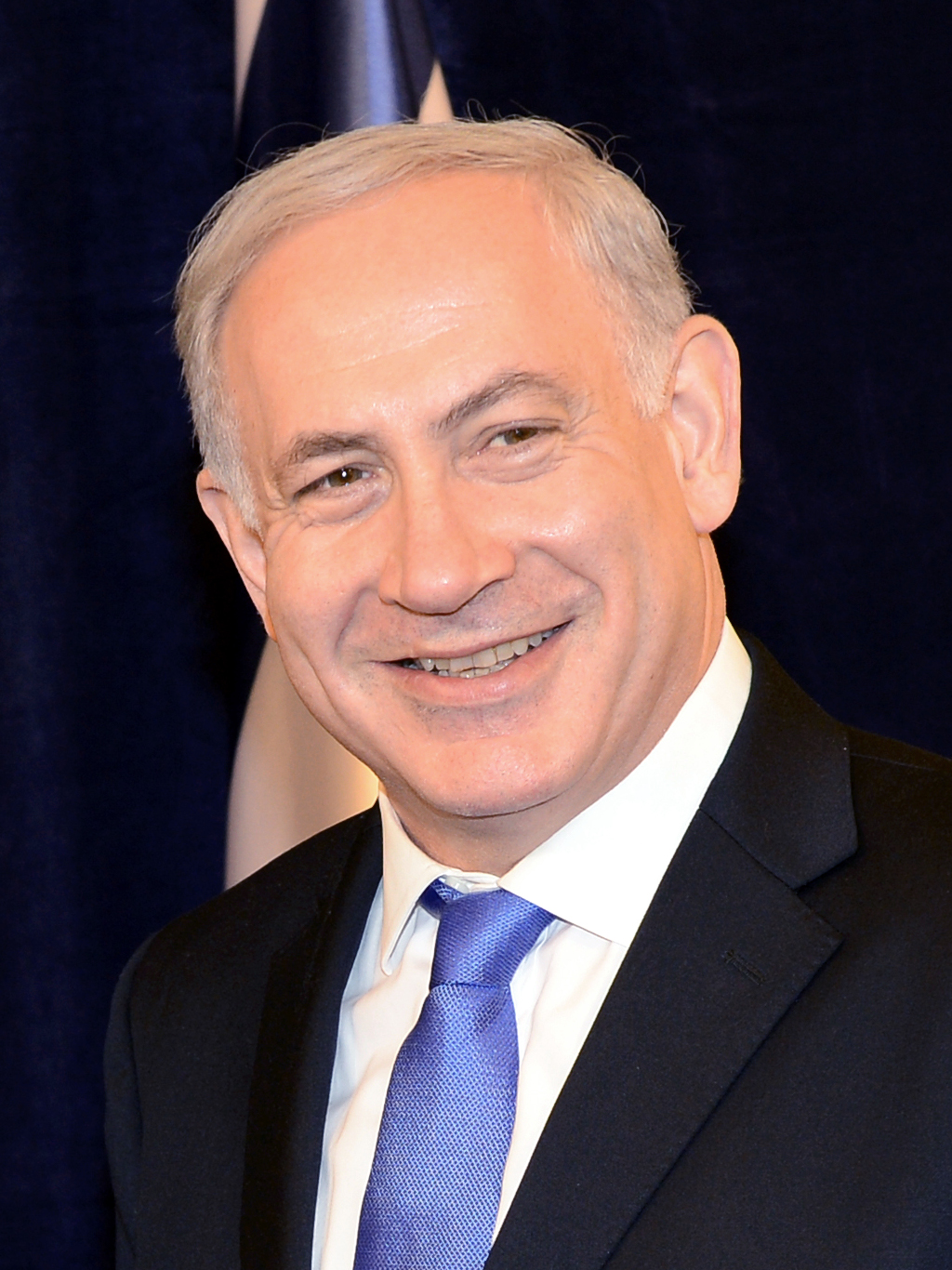
Benjamín Netanyahu, Primer ministro de Israel.

El Pequeño Satán (en persa: شیطان کوچک, transliterado: Shaytân-e Kuchak; en inglés: The Little Satan; en hebreo: השטן הקטן) es un nombre despectivo usado por los ayatolas iraníes para denominar al Estado de Israel.

## Uso histórico

### Ruhollah Jomeini
Según algunas fuentes, el ayatolá Ruhollah Jomeini, el líder supremo de la revolución iraní, utilizó esta palabra con su significado actual.

### Muamar el Gadafi
Según otras fuentes, como el diario escocés The Herald, fue el coronel Muamar el Gadafi, el primero en usar esta palabra para referirse al Estado de Israel.

### Benjamín Netanyahu
El Primer ministro de Israel, Benjamín Netanyahu, utilizó esta frase refiriéndose a la retórica del régimen iraní, durante una visita a los Estados Unidos y dijo: 
"Para ellos, nosotros somos ustedes y ustedes son nosotros, y ¿sabe algo Señor Presidente? Al menos en este punto, creo que ellos tienen razón, nosotros somos ustedes y ustedes son nosotros, estamos juntos, Israel y América están juntos".
En otra ocasión, Netanyahu declaró: 
"Para los Mulás que gobiernan Irán, Israel es el pequeño Satán y América es el gran Satán".

## Uso contemporáneo
Este nombre es utilizado a menudo por los militantes islamistas para reclutar terroristas, y por los predicadores chiitas para propagar el odio contra Israel. El término también aparece a menudo en la propaganda del régimen iraní.
En el paso fronterizo de Fátima, cercano a Israel, hay dos pilares usados como un símbolo para llevar a cabo la lapidación simbólica del Pequeño Satán (Estado de Israel) y del Gran Satán (Estados Unidos). El pueblo libanés, llevando a cabo esta acción, no debe lanzar piedras directamente contra los soldados israelíes.
El partido político, y milicia chiita Hezbolá, tiene la misma ideología política y religiosa que su gran aliado, la República Islámica de Irán, y llama "Pequeño Satán" al estado  de Israel.

## Análisis
Según los escritos del judío Zeev Maghen, en el diario The Wall Street Journal, hay que diferenciar la actitud del gobierno islámico de Irán hacia el "Gran Satán" y el "Pequeño Satán", ya que mientras que algunos manifestantes claman lemas como: "muerte a América", y "muerte a Israel", los ayatolas iraníes saben que tácticamente deben derrotar primero a los Estados Unidos.
En un discurso ante la Cámara de Representantes de los Estados Unidos, el Primer ministro israelí Benjamín Netanyahu, dijo que los "soldados del islamismo militante", llaman a Israel el "Pequeño Satán", para diferenciarlo claramente del país que siempre ha sido y será conocido como el Gran Satán (Estados Unidos de América).